# Güneykent, Gönen
Güneykent là một thị trấn thuộc huyện Gönen, tỉnh Isparta, Thổ Nhĩ Kỳ. Dân số thời điểm năm 2011 là 1.577 người.